# Courtenay (Loiret)
Courtenay település Franciaországban, Loiret megyében. Lakosainak száma 3799 fő (2022. január 1.). Courtenay Savigny-sur-Clairis, Chuelles, Piffonds, Saint-Loup-d’Ordon, Saint-Hilaire-les-Andrésis, Triguères és Douchy-Montcorbon községekkel határos.

## Népesség
A település népességének változása:
| Lakosok száma | 2333 | 3119 | 3292 | 3636 | 4059 | 4029 | 4018 | 3907 | 3848 | 3799 |
|               | 1968 | 1982 | 1990 | 2006 | 2013 | 2015 | 2017 | 2019 | 2020 | 2022 |